# هناتشوو
هناتشوو (به چکی: Hnačov) یک منطقهٔ مسکونی در جمهوری چک است که در ناحیه کلاتووی واقع شده‌است. هناتشوو ۳٫۱۴ کیلومتر مربع مساحت و ۸۸ نفر جمعیت دارد و ۵۶۵ متر بالاتر از سطح دریا واقع شده‌است.